# Узнай врага
«Узнай врага» (англ. Sleeper Cell) — драматический сериал на телеканале Showtime раскрывает войну с терроризмом с захватывающей и уникальной точки зрения. Звезда сериала, Майкл Или, играет роль агента ФБР, работающего под прикрытием, который внедряется в Исламистскую террористическую группировку, действующую на территории США. Террористы под предводительством безжалостного лидера в исполнении Одеда Фера готовят крупный теракт. Враг намного ближе, чем мы думаем, он среди нас. Сериал был номинирован на премию «Эмми» за выдающийся мини-сериал. Оба сезона Sleeper Cell изначально транслировались необычным образом: весь сезон снимался заранее, а затем выходили в эфир эпизоды по ночам подряд, так что каждый новый сезон транслировался впервые в течение менее двух недель.

## Сюжет
Дарвину аль-Сайиду, 30-летнему американскому агенту ФБР под прикрытием, мусульманину, исповедующему ислам как свою религию, поручено проникнуть в спящую террористическую ячейку, которая планирует нападение в Лос-Анджелесе. Ячейкой управляет арабский экстремист по имени Фарис аль-Фарик, который выдает себя за еврея. Члены ячейки принадлежат к разным расовым группам и имеют противоречивые личности. В сериале также изображено лицемерие и дихотомия членов ячейки, которые утверждают, что они мусульмане, но ведут себя греховно согласно исламу (например, внебрачный секс), но при этом заявляют о своем желании принять мученическую смерть за ислам.
Дарвин находится под наблюдением старшего агента ФБР Рэя Фуллера, также близкого друга, который беспокоится о безопасности Дарвина.
Во втором сезоне Дарвин проникает в новую ячейку, которая сформировалась, чтобы отомстить за поражение исходной ячейки. Когда его второй обработчик, Патрис Серкснер, убит в Судане, Дарвин должен попытаться работать с ещё одним обработчиком, специальным агентом Расселом. Между тем, его подруга Гейл все глубже втягивается в интригу, когда она оказывается между Расселом, Дарвином и членом ячейки.
Сценаристы снова предложили нестереотипную смесь членов ячейки, в том числе белую европейку, латиноамериканца.

## В ролях

### Сезон 1
Майкл Или - Дарвин аль-Сайид (псевдоним: Дарвин аль-Хаким)
Одед Фер - Фарис «Фарик» аль-Фарик/Саад бин Сафван
Анри Любатти - Илия Коренич
Алекс Несич - Кристиан Омон
Блейк Шилдс - Томас «Томми» Аллен Эмерсон
Мелисса Сейджмиллер - Гейл Бишоп

#### Повторяющиеся
Джеймс ЛеГрос - специальный агент Рэй Фуллер
Альберт Холл - Библиотекарь
Майкл Десанте - специальный агент ФБР Алим Салех
Джошуа Фейнман - технический отдел ФБР
Соня Уолгер - специальный агент Патрис Серкснер
Меган Уорд - миссис Фуллер
Джон Флетчер - заместитель генерального прокурора США
Элли Уокер - Линн Эллен Эмерсон
Радж Манн - радикальный мусульманин
Луис Чавес - Хашул
Саид Тагмауи - Хамид
Амро Салама - Аббас

### Сезон 2
Майкл Или - Дарвин аль-Сайид (псевдоним: Дарвин аль-Хаким)
Одед Фер - Фарис "Фарик" аль-Фарик
Анри Любатти - Илия Коренич
Омид Абтахи - Салим
Кевин Алехандро - Бенито 'Бенни' Веласкес
Фекла Реутен - Мина
Мелисса Сейджмиллер - Гейл Бишоп

#### Повторяющиеся
Джей Р. Фергюсон - специальный агент Рассел
Майкл Рэди - Джейсон
Сьюзан Пари - Самиа
Сара Шахи - Фарах
Анджела Готс - Карли
Иветт Николь Браун - Фатима.